# Iaitō
El iaitō (居合刀?) es un sable largo de entrenamiento específicamente diseñado para la práctica del iaidō u otras artes marciales que requieran de la sustitución de una katana auténtica para su correcta realización sin riesgos.

## ¿Qué no es uniaitō?
Es importante entender que el iaitō no es un arma auténtica. Está pensado específicamente para realizar la práctica del iaidō sin hacerse daño en la práctica individual y minímizando el riesgo en la práctica en pareja. 
La construcción de un iaitō debe imitar fielmente el diseño de una katana. Es de gran importancia que respete el tamaño, peso y equilibrio de una katana auténtica, así como su acabado, para practicar de la forma más real posible su manejo. Se emplea para familiarizar al practicante con el arma y facilitarle una posterior transición, cuando tenga la práctica y experiencia necesaria para manejarla sin riesgos y conservarla correctamente, hacia una auténtica katana afilada.

## Entorno histórico

### Inicios
Antiguamente en Japón la práctica del iaidō en solitario en forma de kata era realizada con la katana propia (real) en la mayoría de las escuelas, y los combates de entrenamiento o kata de kenjutsu en los que intervenían dos personas o más con bokken de madera para no dañar las espadas, ni herir a los compañeros, aunque los practicantes de aquella época estaban familiarizados con el uso de un arma real, se observaban estrictamente estas reglas.
Con la unificación de Japón y la llegada de la paz, muchos samuráis se quedan sin señor y sin empleo, pierden su condición de caballeros y tienen que buscar nuevas maneras de obtener recursos.
Como eran de los pocos que habían tenido acceso a una educación, muchos se convirtieron en funcionarios (jueces, alguaciles, etc.) otros se dedicaron a la medicina y la cirugía que dominaban gracias a los conocimientos adquiridos en el campo de batalla. Los más cultos incluso llegaron a ganarse la vida mediante la poesía, la música y la pintura.
La inmensa mayoría, sin oficio ni señor terminó por convertirse en bandidos, siendo el mayor problema del nuevo Japón en paz. Otros muchos simplemente se convirtieron en Rōnin, Samurái sin señor, alquilando su espada al mejor postor, o sirviendo a un particular como guardaespaldas.
Otros, queriendo continuar con su dedicación a las Artes Marciales, o simplemente no sabiendo ejercer otro oficio, abren los primeros dōjō (escuelas), donde enseñan el manejo de las armas para ganarse la vida.

### SigloXX

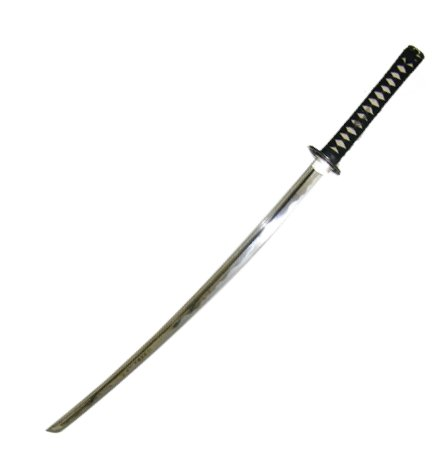
Ejemplo de iatiō fabricado en Japón, fecha 2008, medida de la hoja nagasa: 74 cm.

Durante la Segunda Guerra Mundial el emperador llama a los maestros de artes marciales y les ordena que vuelvan a instruir al pueblo. Se vuelve a fabricar una gran cantidad de espadas de acero para los militares llamadas guntō normalmente portadas por los Oficiales de la Armada y el Ejército de Tierra.
Este punto tiene especial importancia porque los guntō son un tipo de espada con personalidad y características propias, más parecidas a los antiguos tachi que a las katana modernas, adaptados al uso del campo de batalla. Finalmente con la derrota de Japón, se disuelve el ejército y queda abolida, entre otras costumbres, el uso y derecho a portar espadas.
Es en estos tiempos modernos, según muchos autores cuando se produce un segundo renacer de las Artes Marciales, que vuelven otra vez a los dōjōs, y sin ejército, las personas interesadas en aprender tienen que acudir a ellos.
Pero Japón está sumida en la crisis y la derrota. Y todas las reservas de acero del país han sido gastadas durante la guerra. Es en este momento cuando aparece el iatiō.

## Diferencias entre uniaitōy unakatanaauténtica
En un iaitō de fabricación japonesa, se encuentran las siguientes diferencias con una katana auténtica.
La hoja:
- La hoja está hecha de una aleación duradera y mucho más barata de aluminio y zinc
- No se oxida ni se estropea con el paso del tiempo.
- No sufre daños con facilidad.
- Apenas lleva mantenimiento.
- No está afilada.
- Tampoco se puede afilar correctamente con las herramientas tradicionales de afilado.

Como ventajas adicionales en su producción:
- La hoja puede ser fabricada industrialmente en vez de forjada a mano.
- El tiempo de fabricación se reduce a ¼ parte.
- El coste de realización de la hoja apenas es un 10 % del coste de una hoja real.
- Lo cual reduce considerablemente el precio final y beneficia al usuario.

El koshirae o conjunto de elementos que completan el sable.
- No se nota ninguna diferencia en cuanto a apariencia y calidad con una espada real.
- Se usan los mismos materiales y procedimientos artesanales que en la construcción del koshirae de una katana real.
- En un iaitō de alta calidad puede encargarse la manufactura del koshirae a maestros artesanos que los realicen como para una katana auténtica. Siendo difícil apreciar si es uno u otra hasta que se desenvaina la hoja.

Garantía de calidad.
- En Japón normalmente cada pieza final es revisada individualmente por un experto acreditado.
- Se comprueba que la hoja respete todos los requisitos de equilibrio, balance, peso, y acabado.
- Normalmente las hojas que no cumplen son descartadas o rectificadas.

Recurriendo a fabricantes japoneses de reconocido prestigio y tradición en la construcción de katanas tradicionales, como los existentes en la provincia de Seki, podemos obtener iaitōs de muy alta calidad con la garantía de que han sido construidos intentando respetar al máximo las tradiciones.

## Ventajas
Este tipo de sables permiten a los practicantes de iaidō entrenarse correctamente sin tener que desembolsar las enormes cantidades de dinero que cuesta una katana auténtica, además de proporcionar un aliciente de seguridad, al no disponer de un filo cortante.
Incluso los grandes maestros en iaidō que poseen katanas auténticas, entrenan usualmente con iaitō para evitar el desgaste de las mismas.

## Longitudes de la hoja
La longitud de la hoja varía según la altura y la longitud del brazo del que maneja la espada. La siguiente tabla puede usarse como una referencia a la hora de escoger una longitud adecuada:
| Altura (cm.) | Longitud (Syaku-Sun-Bu) | Longitud (cm.) |
| ------------ | ----------------------- | -------------- |
| 150          | 2-2-0                   | 66,66          |
| 155          | 2-2-5                   | 68,18          |
| 160          | 2-3-0                   | 69,69          |
| 165          | 2-3-5                   | 71,21          |
| 170          | 2-4-0                   | 72,72          |
| 175          | 2-4-5                   | 74,24          |
| 180          | 2-5-0                   | 77,27          |
| 185          | 2-5-5                   | 80,30          |
| 190          | 2-6-0                   | 83,33          |

Sin embargo debe tenerse en cuenta que es sólo una referencia. La longitud adecuada depende de muchos factores además de la altura. Lo mejor es contactar con un experto en Iaido, que tenga experiencia con Iaitos.

## Cuidados y etiqueta
En el iaidō, la etiqueta es imprescindible: muestra el respeto por lo que uno hace y por su espada. Aunque un iaitō no sea realmente una katana, los practicantes de iaitō la respetan y la cuidan de la misma forma. No sólo es por cuestión de etiqueta, sino que los cuidados del Iaitō tienen también una razón práctica:
- Los iaitō, al igual que una katana, no están hechos de acero inoxidable por lo que, con el tiempo, pueden presentar signos de oxidación. Para prevenirlo, se debe aplicar una fina película de aceite mineral con una gasa de algodón o similar cada vez que no se esté usando (quitándola con una gasa antes de entrenar). Cada cierto tiempo, se debe eliminar todo rastro de aceite antiguo con un uchikomi (polvo extrafino de piedra) para volver a aplicar aceite nuevo. Algunos iaitō se alean con zinc para disminuir los efectos de la oxidación.
- Se debe desenfundar correctamente, usando más la funda que la propia espada, para evitar el excesivo desgaste de la primera.
- Se debe evitar por completo todo contacto físico con la hoja. Esto incluye tanto tocarlo como chocarlo o golpearlo con otros objetos.
- Nunca se debe afilar.
- Se debe revisar periódicamente la empuñadura, y en especial el mekugi (tope de metal o bambú que sujeta la hoja a la empuñadura). Si está desgastado debe cambiarse por uno nuevo o se corre el riesgo de que la hoja se separe de la empuñadura, pudiendo herir a alguien.

## Maquetas dekatanaeiaitō
Algunas personas consideran los iaitō como maquetas o réplicas de katana auténticas, sin embargo esto no es del todo cierto. La diferencia más importante es que el iaitō está construido como una katana, con una fijación correcta de la hoja a la empuñadura, mientras que las réplicas, normalmente usadas como decoración, no tienen la hoja fijada de forma segura, sino que suelen estar pegadas con pegamentos y muchas de ellas, ni siquiera se insertan de manera correcta en el interior de la empuñadura.
Entrenar con este tipo de réplicas es muy peligroso, pues la fuerza ejercida por la inercia de la hoja al efectuar los katas puede hacerla salir de la empuñadura o partirla de dos, pudiendo herir gravemente a alguien.
Otra diferencia muy importante es que los iaitō tienen unas características muy precisas de forma, tamaño y balance para hacerlas lo más parecido posible a una katana auténtica, mientras que las réplicas suelen estar mal balanceadas y pesar más o menos de lo debido, lo cual no suele hacerlo útil para un entrenamiento correcto.